# 小行星5643
小行星5643（英語：5643 Roques）是一颗围绕太阳公转的小行星。1990年8月22日，亨利·E·霍爾特在帕洛马山发现了此天体。
这颗小行星的绝对星等为114.36438等。